# Cantonul Lamarche
Cantonul Lamarche este un canton din arondismentul Neufchâteau, departamentul Vosges, regiunea Lorena, Franța.

## Comune
- Ainvelle
- Blevaincourt
- Châtillon-sur-Saône
- Damblain
- Fouchécourt
- Frain
- Grignoncourt
- Isches
- Lamarche (reședință)
- Lironcourt
- Marey
- Martigny-les-Bains
- Mont-lès-Lamarche
- Morizécourt
- Robécourt
- Rocourt
- Romain-aux-Bois
- Rozières-sur-Mouzon
- Saint-Julien
- Senaide
- Serécourt
- Serocourt
- Les Thons
- Tignécourt
- Tollaincourt
- Villotte